# الغزو الإسباني لتشياباس
الغزو الإسباني لتشياباس هو الحملة التي قام بها الغزاة الإسبان ضد سياسات أمريكا الوسطى ما بعد الكلاسيكية المتأخرة في الإقليم الذي جرى دمجه حاليًا مع ولاية تشياباس المكسيكية الحديثة. المنطقة متنوعة فعليًا، وتضم عددًا من مناطق المرتفعات، بما في ذلك سييرا مادري دي تشياباس، والجبال الوسطى (المرتفعات الوسطى)، والسهل الساحلي الجنوبي المعروف باسم سكونوسكو، والمنخفض الأوسط الذي شكله تصريف نهر غريجالفا.
قبل الغزو الإسباني، سكن تشياباس مجموعة متنوعة من الشعوب الأصلية، بما في ذلك الزوك، وشعوب المايا المختلفة، مثل لاكاندون تشول وتزوتزيل، ومجموعة غير معروفة يشار إليها باسم تشيابانيكاس. دُمج سكونوسكو في إمبراطورية الآزتيك، التي تمركزت في وادي المكسيك، ودفع الجزية الآزتيكية. وصلت أخبار الغرباء لأول مرة إلى المنطقة عندما تسلل الإسبان وأطاحوا بإمبراطورية الآزتيك. في أوائل عشرينيات القرن السادس عشر، عبرت العديد من الحملات الإسبانية تشياباس عن طريق البر، واستكشفت السفن الإسبانية ساحل المحيط الهادئ. أسس بيدرو دي بورتوكاريرو أول مدينة استعمارية في المرتفعات في تشياباس، سان كريستوبال دي لوس يانوس، في عام 1527. في غضون عام امتدت السيادة الإسبانية على حوض التصريف العلوي لنهر غريجالفا، وكوميتن، ووادي أوكوسينغو. أسِست حقوق الإنكوميندا، على الرغم من أن هذه الحقوق في المراحل الأولى من الغزو تجاوزت حقوق مداهمة الرق بقليل.
أسس دييغو مازارييغوس المقاطعة الاستعمارية تشيابا في عام 528، مع إعادة تنظيم الإنكوميندا القائمة والسلطات القضائية الاستعمارية، وإعادة تسمية سان كريستوبال باسم فيلا ريال، ونقلها إلى جوفيل. تسببت المطالب الإسبانية المفرطة في الجزية والعمل في تمرد السكان الأصليين الذين حاولوا تجويع الإسبان. شن الغزاة غارات عقابية، لكن السكان الأصليين هجروا مدنهم وفروا إلى مناطق يصعب الوصول إليها. أدت الانقسامات الداخلية بين الإسبان إلى عدم استقرار عام في المقاطعة، في نهاية المطاف حصل فصيل مازارييغوس على امتيازات من التاج الإسباني سمحت برفع فيلا ريال إلى وضع المدينة، وسميت سيوداد ريال، ووضع قوانين جديدة تعزز الاستقرار في المنطقة التي غزوها حديثًا.

## تشياباس قبل الغزو
كان السكان الأوائل في تشياباس عوائل يعيشون في المرتفعات الشمالية وعلى طول الشريط الساحلي من نحو 6000 قبل الميلاد حتى نحو 2000 قبل الميلاد. لما يقرب من ألفي عام قبل الميلاد، احتلت الشعوب الناطقة للزوكية غالبية الأراضي التي تغطيها الآن ولاية تشياباس. تدريجيًا، بدأ الناطقون بلغة المايا في تحقيق تقدم من الشرق، ومنذ نحو عام 200 بعد الميلاد، قُسِمت تشياباس بالتساوي تقريبًا بين الزوك في النصف الغربي والمايا في النصف الشرقي، واستمر هذا التوزيع حتى وقت الغزو الإسباني.
احتفظ الزوك بمساحة واسعة من ولاية تشياباس الغربية، التي غطت المنخفض الأوسط، وحوض غريجالفا الأوسط ، وتشيمابالاس وأجزاء من ساحل المحيط الهادئ. كانت مستوطنات الزوك الرئيسية في المنخفض الأوسط هي كوباينلا، وميزكالابا، وكيتشولا، وتيكاباتان. شملت مستوطناتهم على الجانب الغربي من نهر غريجالفا سيتالابا، وجيكيبيلاس، وأوكوزكولتا، ووادي كورزوس. كانت كوياتوكمو مستوطنة زوكية صغيرة نمت لتصبح عاصمة الدولة الحديثة، توكستلا غوتيريز. طلب الآزتيك جزية من الزوك، وسيطروا على طرق التجارة التي تمر عبر أراضيهم. في فترة ما قبل كولومبوس، تميز المنخفض الأوسط بمدن من أكبر المدن في المنطقة، مثل تشيابا وكوباناغاستلا. احتل التشيابانيكاس مجهولي الأصل واللغة المنطقة المحيطة بتشيابا دي كروزو. كان التشيابانيكاس أقوياء عسكريًا قبل الغزو الإسباني، وأجبروا عددًا من مستوطنات الزوك المهمة على دفع الجزية لهم، ونجحوا بدمجهم في إمبراطورية الآزتيك. تقع أراضي التشيابانيكاس بين أراضي الزوك، ومايا تزوتزيل، في حوض غريجالفا العلوي والمتوسط، وكانت مستوطناتهم الرئيسية أكالا، وتشيابا، وأوستوتا، وبوتشوتلا، وسوشيابا.
احتلت المرتفعات الوسطى عدد من شعوب المايا، بما في ذلك تزوتزيل، الذين قُسموا إلى عدد من المقاطعات، وقيل أن مقاطعة شامولا ضمت خمس بلدات صغيرة مجمعة في مجموعات متقاربة. كان التوجولابال شعبًا آخرًا من شعوب المايا، في منطقة حول كوميتن. احتفظت كوكس (من شعوب المايا) بأراضي في الروافد العليا لتصريف غريجالفا، بالقرب من الحدود الغواتيمالية، وربما كانت مجموعة فرعية من توجولابال. كان سكونوسكو طريق اتصال مهم بين المرتفعات المكسيكية الوسطى وأمريكا الوسطى. أخضِع من قبل تحالف الأزتيك الثلاثي في نهاية القرن الخامس عشر، بقيادة الإمبراطور أويتزت، ودفع الجزية بالكاكاو. سيطرت منطقة لاكاندون الناطقة باسم شولان مايا (التي يجب عدم الخلط بينها وبين السكان الحديثين في تشياباس بهذا الاسم) على الأراضي الواقعة على طول روافد نهر أوسوماسينتا الممتدة شرق تشياباس وجنوب غرب بيتين في غواتيمالا. تمتعت لاكاندون بسمعة شرسة بين الإسبان.

## التمهيد للغزو
كانت الشائعات عن غرباء على ساحل الأطلسي قد وصلت إلى تشياباس قبل فترة طويلة من الوجود الفعلي للإسبان في المنطقة. تبع ذلك رسل من إمبراطور الآزتيك، مونتيزوما الثاني، إلى الكيتشا (من شعوب المايا) في المرتفعات الغواتيمالية، محذرين إياهم للاستعداد للحرب ضد المتسللين الإسبان. تبع ذلك بقليل أنباء عن سقوط عاصمة إقليم آزتيك الكبرى تينوتشتيتلان في أيدي الغزاة. زارت سفارة مختلطة ضمت تشيابانيكاس وشعوب المايا من الكيتشا وكاكشيكيل إرنان كورتيس في عاصمة الآزتيك التي غزوها مؤخرًا واستقبلوا استقبالًا جيدًا.
في عام 1522 استكشفت السفن الإسبانية شاطئ المحيط الهادئ في تشياباس عندما تبع أندريس نينو الساحل من شمال غرب بنما إلى برزخ تيهوانتيبيك. في ديسمبر من ذلك العام، سافر كوزاكواتل، الذي كان سيد بلدة مايا تزوتزيل في زينكانتان، إلى المستوطنة الإسبانية في فيلا ديل إسبريتو سانتو (كواتزاكوالكوس الحديثة) للتعهد بتحالف مع القادمين الجدد.

## الاستراتيجيات والتكتيكات والأسلحة
كان الهدف الرئيسي للغزو الإسباني هو الدمج الفعلي للشعوب الأصلية في ولاية تشياباس مع الإمبراطورية الإسبانية، وتحويلهم الروحي إلى المسيحية. شمل ذلك تفكيك هياكل السلطة الأصلية، وتدمير المعابد والأوثان الوثنية، وتركيز السكان الأصليين في المستوطنات المركزية التي يمكن السيطرة عليها وتبشيرها بسهولة أكبر، ودمج هذه المستوطنات الجديدة في النظام الإسباني للجزيات والضرائب، و إدخال الصور المسيحية. انطوى أحد الجوانب على النضال المسلح وفرض الإدارة الاستعمارية الإسبانية بالقوة، وكان الجانب الديني من هذا النضال هو التحول السلمي العام للسكان الأصليين إلى المسيحية. في تشياباس، اضطلع النظام الدومينيكي عمومًا بجهود التبشير هذه. اشترك الدومينيكان في تركيز الهنود في مستوطنات جديدة، وبناء الكنائس والأديرة، والتعليم الديني للسكان الأصليين.
كان الغزاة الإسبان في القرن السادس عشر مسلحين بالسيوف العريضة، والسيوف ذات الحدين، والأقواس المستعرضة، وبندقيات الفتيل، والمدفعية الخفيفة. تسلح الغزاة الخيالة برماح طولها 3.7 مترًا (12 قدمًا)، ونفعت أيضًا كرماح للجنود المشاة. استخدموا أيضًا مجموعة متنوعة من المطردات والمنقاريات. بالإضافة إلى السيف العريض الذي يحمل باليد الواحدة، استخدِم أيضًا إصدار ثنائي اليدين بطول 1.7 متر (5.5 قدم). كانت أذرع الأقواس المستعرضة بطول 0.61 متر (2 قدم) مقواة بالخشب الصلب، والقرن، والعظام والقصب، ومزودة برِكاب لتسهيل رسم الخيط مع كرنك وبكرة. كانت الأقواس المستعرضة أسهل في الحفاظ عليها من بندقيات الفتيل، خاصة في المناخ الاستوائي الرطب.
كانت الدروع المعدنية ذات استخدام محدود في المناخ الاستوائي الحار والرطب. كانت ثقيلة ويجب تنظيفها باستمرار لمنع الصدأ، وفي ضوء الشمس المباشر، أصبحت الدروع المعدنية ساخنة بشكل لا يطاق. غالبًا ما ذهب الغزاة دون دروع معدنية، أو ارتدوها فقط قبل المعركة مباشرة. استخدموا بسرعة دروعًا قطنيةً مبطنة استنادًا إلى تلك التي استخدمها خصومهم الأصليون، وعادة ما دمجوا ذلك مع استخدام قبعة حرب معدنية بسيطة. اعتبِرت الدروع ضرورية من قبل المشاة والفرسان على حد سواء، وكانت الدروع عمومًا هدفًا مستديرًا، في شكل محدب، وهي مصنوعة من الحديد أو الخشب. يُثبت بحلقات في الذراع واليد.
بينما كان نظام الإنكوميندا الاستعماري لتوريد العمالة قيد التأسيس، أصبحت مداهمة الرق جزءًا من دورة الغزو. جمع الإسبان الشعوب الأصلية وصنفوهم كعبيد، وتاجروا بهم في موانئ خليج المكسيك للخيول والأسلحة، ما سمح بمزيد من الغزو واكتساب عبيد جدد للتجارة.
استخدمت مايا تزوتزيل في مرتفعات تشياباس الرماح، والحجارة المقذوفة، والأقواس والسهام، والدروع القطنية المرنة الكبيرة التي تحمي المحارب من الرأس إلى القدم والتي يمكن طيها للتخزين. جرى الدفاع عن المدن في بعض الأحيان بالجدران والحواجز، التي بنيت من الأرض والحجارة المعبأة، وعزِزت مع جذوع الأشجار. كان المدافعون يرمون الحجارة من أعلى، أو يسكبون الماء المغلي الممزوج بالجير والرماد على المهاجمين. مع تأسيس الإسبان في ولاية تشياباس، اتخذت مقاومة السكان الأصليين شكل هروب إلى مناطق يتعذر الوصول إليها.